# Semantic Web Stack

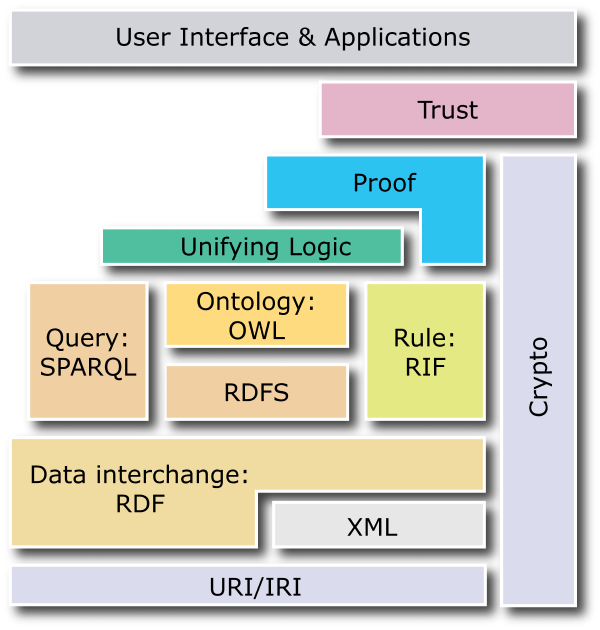
Le Semantic Web Stack

Le Semantic Web Stack est une illustration pour représenter l'architecture du Web sémantique.

## Résumé
Le Semantic Web Stack (pouvant être traduit par "Pyramide du Web Sémantique") est une façon d'illustrer la hiérarchie des langages informatiques : chaque couche utilise et exploite les capacités des couches qui se situent en dessous d'elle. Cela permet de montrer l'organisation de celles-ci au sein du Web Sémantique, celui-ci étant une évolution (et non un remplacement) de la technologie "classique" hypertexte utilisée sur le web.
La "pyramide du web sémantique" est toujours en évolution au fur et à mesure que chaque couche (et donc langage) est améliorée.
L'expression a été inventée par Tim Berners-Lee en 2008.

## Technologie du web sémantique
Comme le montre le Semantic Web Stack, de nombreux langages sont impliqués dans la création du Web sémantique. Les technologies du bas de la pyramide jusqu'aux fonctions d'Ontologie sont toujours en cours de normalisation et d'acceptation afin de permettre la création d'applications dédiées au Web sémantique. La façon dont le haut de la pyramide sera implémentée et utilisée est encore floue à l'heure actuelle, l'ensemble des couches devant être implémentées, afin de permettre une vision globale, précise et définitive du modèle.

### Les technologies Hypertexte
Le bas de la pyramide correspond aux technologies rassemblées sous le nom du web Hypertexte qui permettent de fournir les bases du Web sémantique.
- Internationalized Resource Identifier {IRI}, plus connu sous le terme URI ou en Français "Identificateur de ressource internationalisé", fournit les moyens permettant d'identifier précisément chaque ressource du Web sémantique. Celui-ci nécessitant cette identification afin de faciliter la communication avec les couches supérieures.

- Unicode sert à écrire et manipuler des textes dans différents langages. Le Web sémantique devrait aussi permettre de relier différents documents entre eux malgré la différence de langages humains utilisés.

- XML pour Extensible Markup Langage ou Langage de balisage extensible en Français. Il permet la création de documents composés de données structurées, le Web sémantique donnant un sens (et donc une sémantique) aux données structurées.

### Technologies normalisées du Web sémantique
Les couches du milieu de la pyramide du Web sémantique contiennent les technologies validées et normalisées par le W3C afin de permettre le développement d'applications dédiées à celui-ci.
- Resource Description Framework (RDF) est un modèle de graphe permettant de décrire les ressources utilisées ainsi que leurs métadonnées, il est la principale raison du surnom souvent donné au Web sémantique : Graphe Global Géant

- RDF Schema ou RDFS est un langage fournissant de quoi hiérarchiser des classes et propriétés ou encore de définir des ontologies.

- Web Ontology Language ou (OWL) est une extension du RDFS

- SPARQL : Equivalent du SQL mais pensé par le W3C afin d'assurer l'interopérabilité des données du web

### Technologies en cours de normalisation
Le haut de la pyramide est constitué des technologies qui ne sont pas encore normalisées par le W3C ou qui ne sont qu'au stade "recommandation" (voir W3C)
RIF ou SWRL sont des langages de règles créés afin d'étendre le nombre de conditions informatiques possibles lors de l'échange des données, sur la base du modèle (SI ... DONC)
Cryptographie, elle est utilisée ici afin de s'assurer de la véracité et de la fiabilité de sources fournissant des données dans le cadre du Web sémantique, ce qui peut entre autres être mis en place par la création d'une signature numérique.
Interface utilisateur : l'interface utilisateur est le dernier élément de la Pyramide du Web Sémantique, il permet aux utilisateurs d'utiliser les applications utilisant le Web Sémantique.